# Laia Talarn Compañó
Laia Talarn Compañó (Barcelona, 14 d'octubre de 1991) és una judoka catalana.
S'inicià en la pràctica del judo al Club de Judo Escolàpies Llúria. Aconseguí el Campionat d'Espanya en categoria júnior (2009) i sènior (2014 i 2019) de menys de 78 kg. A nivell internacional, competí al Campionat del Món sènior de 2014. Degut a les lesions, es retirà de la competició el febrer de 2020. Entre d'altres reconeixements, rebé el guardó de Millor Judoka Catalana de la Federació Catalana de Judo (2014) i fou guardonada amb el premi Dona i Esport (2016).

## El somni olímpic
L'inici del procés de classificació olímpica va esdevenir l'inici d'un període de molta pressió, ja que per arribar als Jocs calia estar entre les tretze millors judokes del rànquing mundial. Durant aquesta temporada, Talarn va haver de viatjar a moltes cites internacionals per aconseguir els punts necessaris que li permetessin avançar en la llista mundial.
El 2014 va participar en la gira americana, on va penjar-se dues medalles, a les copes del món de Xile i de Miami. En aquesta darrera prova, Talarn va disputar la final davant de la campiona olímpica Kayla Harrison. En aquells moments, la Laia es deia: “La vaig veure proclamar-se campiona olímpica en directe des de la graderia a Londres 2012 i ara, dos anys després, estic posant-la en dificultats en una final d'una copa del món”. La seva participació en aquesta gira va ser finançada pel seu avi i, al llarg de la carrera de Talarn, la seva família es va convertir en la seva mecenes per la falta d'ajudes públiques. No obstant això, més tard, va aconseguir el patrocini de l'empresa Duet Sports, que va ser una peça clau perquè Talarn pogués seguir lluitant pel seu somni olímpic.
El 2014 va participar per primer cop en el Campionat del Món Sènior, a Txeliàbinsk (Rússia). Allà va vèncer en el primer enfrontament, però̀ va quedar eliminada en caure davant de la campiona del món, la brasilera Mayra Aguiar. El 2015 va repetir participació́ en un mundial, aquest cop a la localitat d'Astana (Kazakhstan), tot i que amb menys fortuna, ja que va caure en les primeres rondes.
Entre el 2013 i el 2016, durant el període de classificació́ olímpica, Talarn va prendre part en 41 competicions puntuables per als Jocs. Hi destaquen Madrid, Miami, Roma, Santiago de Xile, Casablanca, Port-Louis, Varsòvia i Lima, on es va penjar fins a nou medalles (tres ors, tres plates i tres bronzes), que la van fer escalar fins al Top 15 mundial i va arribar a estar classificada temporalment per als Jocs durant bona part del cicle olímpic.
Els seus bons resultats internacionals van coincidir amb el final dels estudis a la Universitat Pompeu Fabra. Sense temps per descansar, Talarn no va voler deixar-se de formar i va iniciar un màster en Gestió Esportiva al Cruyff Institute després de rebre una beca per part del diari Sport.
En aquest any, va viure un dels moments més emocionants de la seva trajectòria en aconseguir una cinquena posició al Grand Slam de Paris, que és considerat un dels tornejos més prestigiosos del món. Talarn es va quedar a les portes de la medalla de bronze, en caure en un combat que anava guanyant a 15 segons del final. Talarn va haver d'afrontar un temps de molta pressió durant els primers mesos del 2016 i, tot i el seu bon estat de forma i l'alt nivell que va demostrar en tots els tornejos en què participava, judokes d'altres països la van avançar en el rànquing i li van fer abandonar les places olímpiques. La darrera competició en què va lluitar per ser a Rio de Janeiro va ser el World Masters de Mèxic, prova reservada per a les 14 millors judokes del món, en què no va poder fer res per revertir la situació́.
En tornar de Mèxic i sense temps per refer-se del cop dur que suposava dir adeu al somni per al qual havia lluitat tant de temps, va rebre el premi Dona i Esport de l'Ajuntament de Barcelona, que va representar un gran honor per a la barcelonina, però que no va contrarestar la seva aflicció, que era patent en confessions com la que feia al diari Ara: “No miraré els Jocs perquè em farà mal veure-hi judokes que he derrotat”.
Laia Talarn ha estat la judoka catalana que més a prop ha estat d'uns jocs olímpics després de Cristina Curto Luque, l'única catalana que hi ha participat en la disciplina de judo, a Barcelona ‘92 i a Atlanta ‘96.

## El retorn als tatamis
Passats els Jocs Olímpics de Rio de Janeiro, Talarn es traslladà a viure a Madrid per motius personals i professionals. Començà a entrenar-se a les ordres de Raquel Barrientos al club Judo Valdemoro i es federà per la Comunitat de Madrid. El dia 4 de febrer del 2018, després d'1 any i 8 mesos d'estar lluny dels tatamis de competició, Talarn va tornar a competir a l'Obert Europeu de Portugal on es penjà la medalla de bronze.